# Familieschaak
Familieschaak is een term uit het schaakspel. Het wordt gebruikt voor de situatie wanneer een stuk een dubbele aanval uitvoert op zowel de vijandelijke koning als een vijandelijke toren of dame. Omdat er in zo'n geval schaak wordt gegeven, moet de koning altijd eerst in veiligheid gebracht worden. De speler heeft zodoende niet de keuze om het andere aangevallen stuk te beschermen. Indien dit laatste stuk niet gedekt wordt en ook niet gedekt kan worden terwijl tegelijkertijd het schaak wordt opgeheven (hetgeen in de meeste gevallen niet mogelijk is), volgt stukverlies door slaan. 
Familieschaak is een van de vormen van een vork.